# Cock and Ball Torture (группа)
Cock and Ball Torture (или CBT, от англоязычного термина «пытка члена и яиц») — немецкая порнограйнд-группа, созданная в 1997 году бывшими участниками Carnal Tomb. Группа считается одним из основателей жанра порнограйнд. На протяжении всей истории группы её состав насчитывал троих участников, лишь для концертных выступлений привлекался ещё один. В студийных записях все вокальные партии исполняются Сашей Пальке (Sascha Pahlke).

## История
Cock and Ball Torture была основана в начале 1997 года тремя экс-участниками Carnal Tomb. После 6 месяцев репетиций трио отправилось в местную студию, чтобы сделать промозапись, включившую в себя 16 треков из 28, созданных за эти месяцы. Запись была названа «Cocktales», и получилась довольно успешной, поскольку появилась сразу в нескольких андеграундных журналах, получая хорошие отзывы. Вначале стиль команды представлял собой нечто среднее между Gut, Hemdale и Cerebral Turbulency, но CBT быстро развила свой уникальный стиль грайнда. Благодаря большому успеху промозаписи, в конце 1998 года они выпустили её MCD-версию, являющуюся просто репродукцией. Полгода спустя все копии MCD были распроданы, так что подошло время для второй печати MCD, реализованной в студии Shredded Rec. (Германия), и на сегодняшний день уже продано свыше 1400 MCD.
Далее последует сплит с Squash Bowels, выпущенный в мае 1999 года, который также был быстро распродан.
Cock And Ball Torture провели короткие переговоры для подписания контракта с Subzero Rec. (Германия), который и был заключён в сентябре — лейбл, выпустивший оба альбома группы Mucupurulent, брал под своё крыло подобные команды. С конца октября 1999 года по январь 2000 года команда посещала Subzero Rec. и вела запись дебютного альбома. Результатом работы в студии стал релиз «Opus(sy) VI», включивший в себя 21 композицию. Из-за нескольких проблем, связанных с дистрибуцией и продвижением релиза, альбом был лицензирован для Shredded Rec.
Затем последовали ещё 2 сплита: один с Grossmember, второй — с Last Days Of Humanity; они должны были быть выпущены в 1999 году, но даты выпуска передвинулись на 2000 год. Сплит CBT/Grossmember был выпущен в январе 2000 года. Далее в этом и следующем годах были запланированы релизы с такими командами, как Filth, Downthroat, Neuropathia и Disgorge[уточнить]. CBT также были участниками Tribute for Impetoho с кавером песни «Red Wigglers» с альбома «Ultimo Mondo Cannibale». Дебютный релиз «Opus(sy) VI» увидел свет только в июне 2000 года на лейбле Shredded Rec. Релиз включил в себя 21 трек в стиле pure-gore-grind. Ещё один сплит-MCD c Libido Airbag был выпущен в октябре 2000 года и содержал 4 новых трека CBT.
В 2000 году CBT отыграли несколько выступлений в немецком Ростоке на Arschchoolio Open Air, в чешском Трутнове на Obscene Extreme Festival и ещё на нескольких фестивалях в Германии и Нидерландах. Реакция на выступления команды всегда была самая положительная. К этому времени CBT также закончили запись материала для второго альбома. Треки были записаны летом 2001 года. Группа впервые отправилась в мини-тур по Чешской республике вместе с Ingrowning, Isacaarum и Lykathea Aflame (11—15 апреля, 2001). Позже CBT записали 4-way сплит вместе с Filth, Downthroat и NCC. Сплит был выпущен на лейбле Bizarre Leprous Prod. и включил в себя 5 треков CBT.
CBT выступили на Fucking Grinding Porno Gore Fest в Париже и на известном Ohio Death Fest около Кливленда (Огайо). В августе 2001 года подписали новый контракт с Subzero Rec. (Германия) для записи материала для второго альбома и других релизов. Альбом должен был быть выпущен американским лейблом, но пока велись переговоры, CBT выступали в Лондоне вместе с известной грайнд-группой Gorerotted.
2002 год начался с изменений в составе команды. CBT решили выступать трио на сцене. С этого времени вокалистами стали Тимо Пальке (Timo Pahlke) и Тобиас Аугустин (Tobias Augustin). Второй альбом, «Sadochismo», был выпущен в июне 2002 года на Ablated Rec. (США). Альбом включает в себя 15 треков и художественную работу над обложкой. Одновременно с этим альбомом CBT выпускают MCD под названием «Where Girls Learn to Piss On Command», записанный на Stuhlgang Rec. (Германия). Оба релиза активно обозревались в журналах всего мира и принесли большую известность команде. CBT сыграли на Onscene Extreme Festival 2002, и это событие также было успешным. Сами участники CBT были очень рады, что могут давать концерты в составе трёх человек — этот фестиваль был вторым, где они выступили как трио. Нескольким днями позже CBT выступили на Brutal Assault Fest в Чехии и Morbide Festspiele в Германии. Все шоу произвели фурор и принесли славу группе.
В конце 2002 года группа давала концерты во Франции, Германии и Бельгии. Процесс записи песен для третьего альбома происходил с конца 2002 года по начало 2003 года. Позже, в 2003 году, CBT выступили в Arnheim, на The Fuck The Commerce Festival в Германии и на The NRW Death Fest в Германии. Вторую половину 2003 года команда потратила на репетицию нового материала для третьего альбома, который должен был быть записан в начале 2004 года в Subzero Studios.
CBT продолжали совершенствовать свой стиль, чтобы остаться уникальной командой в жанре порнограйнда. Музыканты разорвали контракты с Ablated Records (США) из-за больших неудобств со стороны лейбла по отношению к группе. Свой третий альбом, «Sadochismo», они перезаписали летом 2003 года в The Spew Rec. (Италия), чтобы сделать запись доступной в Европе. В конце 2003 года команда вела переговоры с Morbid Records, чтобы подписать контракт для будущих релизов и проектов. В ноябре 2003 контракт был подписан.
Последний альбом «Egoleech», записанный в 2004 году, имеет менее скандальные названия песен, а музыка стала более медленной и ритмичной.

## Состав
- Саша Пальке (Sascha Pahlke) — ударные, студийный вокал
- Тимо Пальке (Timo Pahlke) — бас-гитара, живой вокал
- Тобиас Аугустин (Tobias Augustin) — гитара, живой вокал

## Дискография
Студийные альбомы
- 2000 — Opus(sy) VI
- 2002 — Sadochismo
- 2004 — Egoleech

Мини-альбомы
- 1998 — Cocktales
- 2002 — Where Girls Learn to Piss on Command

Сплиты
- 1999 — Regulation…/Veni, Vidi, Spunky (совместно с Squash Bowels)
- 2000 — Cock and Ball Torture/Filth/Downthroat/Negligent Collateral Collapse (совместно с Filth, Downthroat, Negligent Collateral Collapse)
- 2000 — Make Victims Not Love/Anal Cadaver (совместно с Grossmember)
- 2000 — Zoophilia/Rosebud Rhapsody (совместно с Libido Airbag)
- 2001 — Big Tits — Big Dicks/Choked in Anal Mange (совместно с Last Days of Humanity)
- 2001 — Barefoot & Hungry/Goremassacre Perversity (совместно с Disgorge)

Сборники
- 2006 — A Cacophonous Collection
- 2021 — EP Cumpilation